# Handball-Südostasienmeisterschaft der Frauen
Die Handball-Südostasienmeisterschaft der Frauen (offiziell: South Asian Women’s Handball Championship) ist ein regionales Frauenhandballturnier, das seit 1996 in unregelmäßigen Abständen ausgetragen wird. Indien konnte alle bisherigen Austragungen (1996, 2000, 2008, 2013, 2018) für sich entscheiden.

## Turniere im Überblick
| Jahr         | Gastgeber | Sieger | Zweiter Platz | Dritter Platz | Vierter Platz | Fünfter Platz |
| ------------ | --------- | ------ | ------------- | ------------- | ------------- | ------------- |
| 1996 Details | Jaipur    | Indien | Bangladesch   | —             | —             | —             |
| 2000 Details | Dhaka     | Indien | Bangladesch   | —             | —             | —             |
| 2008 Details | Lucknow   | Indien | Bangladesch   | Pakistan      | —             | —             |
| 2013 Details | Lucknow   | Indien | Pakistan      | Nepal         | Afghanistan   | —             |
| 2018 Details | Lucknow   | Indien | Nepal         | Bangladesch   | Afghanistan   | Bhutan        |